# Вайос Караянніс
Вайос Караянніс (грец. Βάιος Καραγιάννης, нар. 25 червня 1968, Кардиця) — грецький футболіст, що грав на позиції захисника.
Виступав, зокрема, за клуб АЕК, а також національну збірну Греції.
Триразовий чемпіон Греції. Чотириразовий володар Кубка Греції. Володар Суперкубка Греції.

## Клубна кар'єра
У дорослому футболі дебютував 1988 року виступами за команду «Анагеннісі Кардиця», в якій провів два сезони. 
Привернув увагу представників тренерського штабу клубу АЕК, до складу якого приєднався 1990 року. Відіграв за афінський клуб наступні дванадцять сезонів своєї ігрової кар'єри. За цей час тричі виборював титул чемпіона Греції, ставав володарем Кубка Греції (чотири рази).
Протягом 2002—2003 років захищав кольори клубу «Посейдон Неон Порон».
Завершив ігрову кар'єру у команді «Анагеннісі Кардиця», у складі якої вже виступав раніше. Повернувся до неї 2003 року, захищав її кольори до припинення виступів на професійному рівні у 2006 році.

## Виступи за збірну
У 1992 році дебютував в офіційних матчах у складі національної збірної Греції.
У складі збірної був учасником чемпіонату світу 1994 року у США.
Загалом протягом кар'єри в національній команді, яка тривала 3 роки, провів у її формі 8 матчів.

## Титули і досягнення
- Чемпіон Греції (3):

АЕК: 1991-1992, 1992-1993, 1993-1994
- Володар Кубка Греції (4):

АЕК: 1995-1996, 1996-1997, 1999-2000, 2001-2002
- Володар Суперкубка Греції (1):

АЕК: 1996